# (3353) Jarvis
(3353) Jarvis – planetoida należąca do wewnętrznej części pasa głównego asteroid okrążająca Słońce w ciągu 2 lat i 199 dni w średniej odległości 1,86 j.a. Została odkryta 20 grudnia 1981 roku w Lowell Observatory (Anderson Mesa Station) przez Edwarda Bowella. Nazwa planetoidy pochodzi od Gregory Jarvisa (1944-1986), amerykańskiego astronauty, członka załogi STS-51-L. Przed nadaniem nazwy planetoida nosiła oznaczenie tymczasowe (3353) 1981 YC.